# さらば、わが愛/覇王別姫
『さらば、わが愛/覇王別姫』（さらば、わがあい はおうべっき、原題: 覇王別姫）は、1993年の中国・香港・台湾合作映画である。
日中戦争や文化大革命などを背景として時代に翻弄される京劇役者の小楼や蝶衣の目を通して近代中国の50年を描く。原作は李碧華（リー・ピクワー）の同名小説。表題にもある「覇王別姫」とは、四面楚歌で有名な項羽と虞美人とを描いた京劇作品で、この映画では劇中劇として演じられる。
1993年第46回カンヌ国際映画祭でパルム・ドール受賞。2023年に4K版が公開された。
2008年に日本で舞台化された。

## あらすじ
1920年代の中国・北京。楼閣の女郎の私生児である小豆子は、京劇俳優養成所に連れられる。多指症故に入門を断られるが、実母に指を切断され、捨てられるようにして預けられる。厳しい稽古と折檻の中、仲間から娼婦の子といじめられる小豆子をことあるごとに助けてくれたのは、先輩の石頭。やがて小豆子は、石頭に同性愛的な思慕を抱くようになる。ある時、小豆は仲間の小癩と共に脱走を図るが、折しも天下の名優が北京を訪れている日だった。名優は歓呼と熱狂に迎えられ、そして名声通りの素晴らしい舞台を繰り広げる。小豆は覇王（項羽）に心奪われ涙を流す。二人は養成所へ戻るが、そこでは脱走を見逃した罪を問われ、仲間たちが激しい折檻を受けていた。小豆は黙って罰を受けるが、その過酷さを目の当たりにした小癩は自殺する。覇王別姫は、少年だった小豆に強い印象を残すのだった。
ある日、宦官の屋敷で京劇を披露する機会を与えられた一座は見事に覇王別姫を成功させる。宦官に気に入られた小豆は性接待をさせられる。帰り路に泣いている捨て子の赤ん坊（後の小四）に出会い、小豆は劇団へ連れて帰る。この日の公演の成功をきっかけに小豆と石頭は京劇の世界で名をはせていくようになった。成長した2人は、それぞれ程蝶衣（小豆子）と段小楼（石頭）という芸名を名乗り、『覇王別姫』 で共演しトップスターになる。
小楼はやがて女郎の菊仙と結婚する。菊仙は置屋の女主人から、女郎は幸せになれないと罵られるが、幸福を手に入れるべく過去と決別する。蝶衣は嫉妬心と自らを捨てた母と同じ女郎の菊仙に激しい敵意を抱き、同性愛者である京劇界の重鎮・袁四爺の庇護を求め、小楼との共演を拒絶する。日中戦争が激化した1937年、北京は日本軍の占領下となる。蝶衣の姿は日本軍の将校を魅了したが、小楼は軍人への態度から捕えられる。菊仙は蝶衣に小楼との離別を条件に、将校に取り入るよう頼み、蝶衣は将校らの前で『牡丹亭』を舞う。菊仙は小楼とは別れず、二人で蝶衣から離れ堅気の生活を送るが、小楼は堕落し闘蟋（コオロギ相撲）賭博に熱中し、舞台衣装も売り払う羽目になる。一方の蝶衣もアヘンに溺れていく。養成所を訪れた2人は、師匠と再会し叱咤され舞台への復帰を決意する。ほどなく師匠は急死、一座は解散となるが小四だけは行き場所が無く、自らに師匠に言われたままの折檻を課していた。蝶衣は小四にかつての自分の姿を重ね彼を弟子にする。
やがて日本は敗戦、北京には中華民国軍（国民党軍）の兵士たちが入城する。彼らの観劇の態度は日本軍に劣るものであり、それに怒った小楼ら舞台関係者と兵士の乱闘となり、混乱の中菊仙は流産してしまう。戦後は漢奸裁判が行われ、蝶衣も裁判にかけられる。小楼は袁に頼み、有利な証言をさせるが、蝶衣は「日本人は自分の体に指一本触れなかった」と話し、自ら不利な立場に立つ。蝶衣のアヘン中毒は更に悪化するが小楼の支えで立ち直る。
しかし舞台に戻った蝶衣は、労働者を主役とする共産主義思想に戸惑う。一方、共産主義思想に順応した小四は蝶衣と決別し、文化大革命を背景に彼を陥れてトップスターの座を手に入れる。菊仙は文化大革命に強い不安を感じ、いつになく小楼に甘える。夫婦の愛の営みを偶然居合わせた蝶衣は黙って垣間見るだけだった。堕落の象徴として京劇は弾圧され、蝶衣と小楼も自己批判を強要される。群衆の恥辱の中、互いへの愛憎と裏切りの連鎖の果て罵り合いに菊仙も巻き込まれる。女郎だった過去を露呈され、さらには小楼が離縁すると言い出す。菊仙は絶望の中、首を吊り命を断つ。順風満帆に見えた小四だったが、蝶衣のものだった舞台用の宝飾品を眺めて悦に浸っているところを背後から毛沢東主義者たちに取り囲まれる。
それから11年、四人組の失脚を受けて、ようやく二人が共演できる日が戻ってきた。リハーサル中、立ち回りに衰えを感じる小楼に対し、時を感じさせぬ美貌を保った蝶衣は優雅に微笑み、そして幼い頃と同じセリフの間違いをする。蝶衣はおもむろに小楼の剣を抜き、劇中の虞美人同様に自らの人生と愛に幕を下ろす。振り返った小楼は驚くが、小さな声で「豆子」と呟く。

## キャスト
| 役名                             | 俳優                         | 日本語吹替 |
| -------------------------------- | ---------------------------- | ---------- |
| 程蝶衣〈チェン・ディエイー〉     | 張國榮（レスリー・チャン）   | 山路和弘   |
| 段小楼〈ドァン・シャオロウ〉     | 張豊毅（チャン・フォンイー） | 江原正士   |
| 菊仙〈ジューシェン〉             | 鞏俐（コン・リー）           | 山像かおり |
| 關師傅〈グアン師匠〉             | 呂齊（リゥ・ツァイ）         | 村松康雄   |
| 袁四爺〈イェンスーイエ〉         | 葛優（グォ・ヨウ）           | 千田光男   |
| 老師爺                           | 黄斐（ファン・フェイ）       | 家中宏     |
| 張公公〈チャン〉                 | 童弟（トン・ディー）         | 幹本雄之   |
| 戯園老門〈劇場主〉               | 英達（イン・ダー）           |            |
| 青木三郎                         | 智一桐（チー・イートン）     |            |
| 小豆子〈シャオドウヅ〉（幼年）   | 馬明威（マー・ミンウェイ）   |            |
| 小豆子（少年）                   | 尹治（イン・チー）           |            |
| 小石頭〈シャオシートウ〉（幼年） | 費洋（フェイ・ヤン）         |            |
| 小石頭（少年）                   | 趙海龍（チャオ・ハイロン）   |            |
| 小癩子〈シャオライヅー〉（幼年） | 楊永超（ヤン・ヨンチャオ）   |            |
| 小癩子（少年）                   | 李丹（リー・ダン）           |            |
| 小四〈シャオスー〉（少年）       | 李春（リー・チュン）         |            |
| 小四（青年）                     | 雷漢（レイ・ハン）           |            |
| 紅衛兵                           | 呉大維（ウー・ダーウェイ）   |            |
| 蝶衣の生母                       | 蒋雯麗（ジアン・ウェンリー） |            |

## スタッフ
- 監督：陳凱歌（チェン・カイコー）
- 製作総指揮：湯君年（タン・チュンニェン）、徐楓（シュー・フォン）
- 製作：徐楓（シュー・フォン）、徐杰（シュー・チエ）、陳凱歌（チェン・カイコー）、孫慧嫥（スン・ホエイ）
- 原作：李碧華（リー・ピクワー）『さらば、わが愛 覇王別姫』
- 脚本：李碧華（リー・ピクワー）、蘆葦（ルー・ウェイ）
- 美術：楊予和（ヤン・ユーフー）、楊占家（ヤン・チャンミ）
- 音楽：趙季平（チャオ・チーピン）
- 撮影：顧長衛（クー・チャンウェイ）
- 編集：裴小南（ペイ・シャオナン）

## 日本版舞台 2008年
『さらば、わが愛　覇王別姫』（さらば、わがあい　はおうべっき）は、京劇役者の愛憎を描いて世界中で大ヒットした中国映画 『さらば、わが愛/覇王別姫』 の、初の舞台化作品。
主演の東山紀之は本作で初の女形に挑戦した。
- 2008年3月9日～31日 - Bunkamura シアターコクーン
- 4月4日～13日 - 梅田芸術劇場 シアター・ドラマシティ

### 出演
- 程蝶衣 - 東山紀之
- 菊仙 - 木村佳乃
- 段小楼 - 遠藤憲一
- 袁世卿 - 西岡徳馬
- 小四 - 中村友也
- 関師匠 - 沢竜二
- 那 - 戸井田稔

ほか

### スタッフ
- 原作 - 李碧華（リー・ピクワー）
- 脚本 - 岸田理生
- 演出 - 蜷川幸雄
- 音楽 - 宮川彬良
- 京劇指導 - 張春祥
- 主催 - 日本テレビ、Bunkamura